# Rhabdophis callichroma
Espèce
Synonymes
- Natrix chrysarga callichroma Bourret, 1934
- Natrix auchenia Smith, 1939

Statut de conservation UICN

 DD  : Données insuffisantes
Rhabdophis callichroma est une espèce de serpents de la famille des Natricidae. 

## Répartition
Cette espèce se rencontre au Viêt Nam et au Hainan en République populaire de Chine,.

## Publication originale
- Bourret, 1934 : Notes herpétologiques sur l'Indochine Française II. Sur quelques serpents des montagnes du Tonkin. Bulletin Général de l'Instruction Publique, Hanoi, vol. 1934, p. 149-157.